# Карбонітрація
Карбонітрація — хіміко-термічний процес із модифікації поверхні металу, що застосовується для збільшення її твердості, і мінімізації її зносу. Твердість поверхні карбонітрованих деталей варіюється у межах 55—62 HRC.
У процесі карбонітрації атоми карбону і нітрогену дифузно проникають між кристалічними ґратками у поверхню металу, створюючи перепону для ковзання, збільшуючи твердість та модуль Юнга біля поверхні.
Карбонітрація часто застосовується до недорогої, легко оброблюваної низьковуглецевої сталі, щоб надати її поверхні якостей більш дорогих та складних у обробці сортів сталі.